# The Splitters
The Splitters je glazbeni sastav iz Splita, Hrvatska.

## Povijest
Splitski su autorski rock band. Finalisti su ST@rta - festivala autorskih bandova 2019. godine. Pobijedili su na Rock Festu i West Herzegowina Festivalu u Širokom Brijegu. Prvi njihov album zove se Love Sucks.
Nastupili su na reviji Evo RUKE!.
Surađuju s Croatia Recordsom nedugo nakon što su objavili svoju prvu pjesmu na hrvatskom jeziku. Ondje su nastavili snimanje i dovršavanje albuma. Pjesme Oboji me, Život na ekranu,  Zauvijek mlad, Nepoznata netko i  Zapravo ti premijerno su im prikazane na CMC televiziji i svirane na svim radijskim postajama.
Drugi studijski album, naziva Izvedi me van, objavljen je 3. srpnja 2020. godine.

## Članovi
Članovi su Josip Senta (bas i vokal), Marko Komić (solo gitara), Petar Senta (ritam gitara i vokal) i Antonio Komić (bubnjevi).

## Diskografija
- Love Sucks (2018.)
- Izvedi me van (2020.)
- Role filmova (2023.)

## Vanjske poveznice
- Službene stranice na Facebooku